# Храм Александра Невского (Красное Село)
Хра́м свято́го благове́рного кня́зя Алекса́ндра Не́вского — православный храм в городе Красное Село (Санкт-Петербург). Входит в состав Красносельского благочиния Санкт-Петербургской епархии Русской православной церкви.
Настоятель — протоиерей Игорь Антонец.

## История

### Первый храм
В 1865 году в Красном Селе был построен комплекс зданий Красносельского военного госпиталя, при котором в 1885 году по инициативе главнокомандующего войсками гвардии и Санкт-Петербургского военного округа великого князя Владимира Александровича по проекту военного инженера Владимира Колянковского была построена небольшая деревянная церковь во имя святого благоверного князя Александра Невского.
Храм был освящён 2 (14) октября 1885 года благочинным гвардейского духовенства протоиереем Александром Желобовским.
Через пять лет церковь обветшала, и встал вопрос о её капитальном ремонте. Для этого из казны была выделена некоторая часть средств.

### Современный храм
Несмотря на то, что средства на ремонт храма были выделены, было решено построить новую церковь. Основными жертвователями были купец А. Ф. Черепенников, потомственный почётный гражданин П. Давыдов, купец В. А. Юдаков и заведующий военным госпиталем полковник В. Н. Смельский.
Проект новой деревянной церкви был разработан Владимиром Колянковским. Строительство было начато в апреле 1890 года.
Новопостроенный храм был торжественно освящён 16 (28) июля 1890 года протопресвитером военного и морского духовенства Александром Желобовским в сослужении благочинного армейских храмов Санкт-Петербурга протоиерея Алексия Ставровского и местного красносельского духовенства в присутствии великого князя Владимира Александровича и его супруги великой княгини Марии Павловны.
Госпитальный храм принадлежал военному ведомству до 1917 года. Прихожанами этого храма являлись чины Красносельского военного госпиталя и Красносельского гарнизона, а также местные жители близлежащих Коломенской и Фабричной слобод.
В 1906 году к храму была приписана церковь святителя Николая Чудотворца в Авангардном лагере. Кроме того, к госпитальной церкви относилась каменная часовня на Красносельском военном кладбище, построенная в 1895 году.
В декабре 1927 года приход храма примкнул к Иосифлянскому движению.
Церковь закрыли 21 ноября 1932 года, через год храм был передан под подсобное помещение воинской части.
Во время Великой Отечественной войны Красное Село находилось в зоне немецкой оккупации. По просьбе местных жителей немецкое командование в начале 1942 года разрешило открыть храм. Он действовал год.
После войны Александро-Невская церковь оставалась единственным в Красном Селе неразрушенным храмом. В 1946 году местные жители направили ходатайство об открытии церкви, на что было получено согласие. В 1947 году были начаты работы по ремонту уцелевшего храма, освящение которого 2 июля 1947 году совершил настоятель Николо-Богоявленского морского собора в Ленинграде протоиерей Павел Тарасов.

## Архитектура, внутреннее убранство

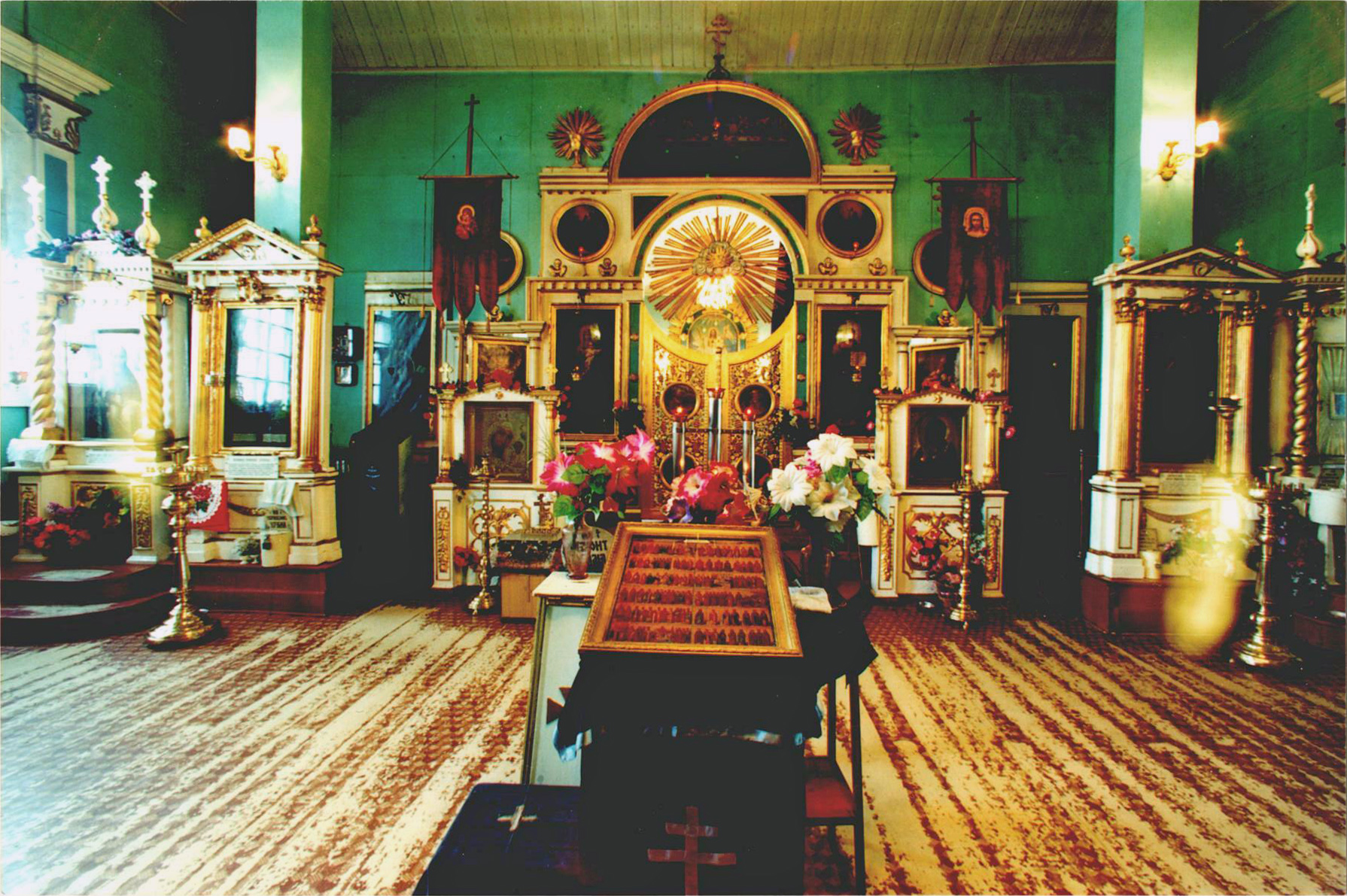
Интерьер храма

Церковь построена в русском стиле. В 1953 году с южной стороны храма была сделана пристройка закрытой веранды.
Вместимость — до 500 человек.
В 1907 году в храме был установлен новый престол из белого мрамора (не сохранившийся в настоящее время). Деревянный трехъярусный иконостас и два высоких киота с коринфскими колоннами были перенесены сюда после Великой Отечественной войны из Александро-Невской церкви в деревне Александровка близ села Тайцы, построенной в 1790-х годах.
Большинство икон в храме старые, принесенные в разное время прихожанами. В течение многих лет одной из главных достопримечательностей храма являлась небольшая икона святого праведного Симеона Богоприимца с Богомладенцем на руках, ранее находившаяся в Красносельской Троицкой церкви. Икона была обретена в районе Красного Села, называемого «Скачки» 11 мая (ст. ст.) 1800 г. во внезапно забившем из земли источнике воды. Вода размыла немалый водоём, на поверхности которого удивлённые местные жители обнаружили плавающую икону. Был приглашён священник Свято-Троицкой церкви, который взял икону с поверхности воды и отнёс в свой храм. На месте обретения иконы позже была построена часовня (ныне утрачена). От иконы были явлены многие чудеса, и она стала главной святыней всего Красного Села. Многие люди специально приезжали в Свято-Троицкую церковь для молитвы перед этой иконой, было явлено немало чудес. Особо икону почитали Императрица Мария Федоровна, и Император Александр II, который специально приезжал в Красное Село для молитвы перед этой иконой перед принятием важных государственных решений. Известно, что и другие Императоры и члены их семьи считали своим долгом посетить Свято-Троицкую церковь для молитвы перед иконой св. прав. Симеона. Как правило это происходило во время знаменитых Красносельских военных манёвров Российской Императорской Гвардии. Икона была украшена богатой серебряной с позолотой ризой (ныне утрачена), в центре которой был помещён золотой перстень (дар Императрицы Марии Федоровны). Несмотря на утрату драгоценной ризы икона была спасена верующими людьми после закрытия Свято-Троицкой церкви Красного Села, и после Великой Отечественной войны была передана в единственную открытую в Красном Селе Александро-Невскую церковь. В 2016 году рядом с историческим местом обретения иконы был построен новый храм в честь святого праведного Симеона Богоприимца. Так как после возрождения Свято-Троицкой церкви Красного Села началась дискуссия по дальнейшему месту пребывания Образа, то на Приходском Собрании храма Александра Невского (Протокол № 21, от 20 ноября 2015 года) было принято решение, и получено благословение Владыки Варсонофия, с целью пресечения дальнейших споров, на перенесение Образа в храм, на место её обретения. 18 мая 2016 года Образ и был перенесён в храм святого праведного Симеона Богоприимца в Скачках. А в самом храме Александра-Невского, а также в Свято-Троицкой церкви Красного Села размещены списки (размер в размер) на тех исторических местах, где икона пребывала с 1800 по 1932 год и с 1946 по 2016 годы. С мая по октябрь 2016 года храм в честь святого праведного Симеона Богоприимца был приписным к Александро-Невскому храму, но с 30 октября 2016 года, по благословению Высокопреосвященнейшего Варсонофия, Митрополита Санкт-Петербургского и Ладожского, при храме создан отдельный приход. Настоятель храма святого Александро-Невского протоиерей Александр Викторович Дягилев был переведён на новое место служения и был назначен настоятелем этого новосозданного прихода храма святого праведного Симеона Богоприимца в Скачках г. Санкт-Петербурга, а на его место в храм святого Александро-Невского настоятелем назначен протоиерей Игорь Васильевич Антонец.
На колокольне находились семь колоколов, самый большой из которых весил 486 кг. В 2011 году колокола храма были заменены на новые, однако самый большой колокол остался прежним, новые колокола были подобраны в его тональности (до-диез).
Указом Президента РФ от 20 марта 1995 года № 176 церковь была вновь включена в число объектов исторического и культурного наследия как памятник архитектуры федерального значения.

## Настоятели церкви
| Настоятели                                 | Настоятели                                                                                      |
| Первый храм                                | Первый храм                                                                                     |
| Даты                                       | Прикомандированный священник (летний период)                                                    |
| ------------------------------------------ | ----------------------------------------------------------------------------------------------- |
| 1886—1888                                  | протоиерей Дамиан Борщ (настоятель Адмиралтейского собора)                                      |
| 1889                                       | священник Димитрий Камнев (вольнослушатель СПбДА)                                               |
| май 1890                                   | протоиерей Иоанн Знаменский (1818—1897, настоятель Красносельской Троицкой церкви)              |
| июнь — июль 1890                           | священник Иоанн Таранец (1850—…)                                                                |
| август — сентябрь 1890                     | священник Николай Качановский                                                                   |
| 1891                                       | священник Алексий Минаев                                                                        |
| 1892                                       | протоиерей Дамиан Борщ (настоятель Адмиралтейского собора)                                      |
| 1893                                       | иерей Константин Серпухов (священник 88-го Петровского пехотного полка)                         |
| Современный храм                           |                                                                                                 |
| Даты                                       | Настоятель                                                                                      |
| 30 апреля (12 мая) — 16 (28) сентября 1894 | священник Димитрий Селецкий (1859 — после 1914)                                                 |
| 1895                                       | священник Павел Соболев (прикомандирован)                                                       |
| 1896—1898                                  | священник Феодор Ласкеев (1861 — после 1934, прикомандирован на летние периоды лагерного сбора) |
| 1899                                       | священник Николай Алитовский (1872—1916, прикомандирован на летний период лагерного сбора)      |
| 1900—24 марта (6 апреля) 1903              | священник Димитрий Милованов                                                                    |
| 1903                                       | священник Пётр Добровольский (прикомандирован)                                                  |
| 1904—1907                                  | священник Александр Бехтерев (1870—…)                                                           |
| 5 (18) мая 1907—1915                       | священник Василий Словцов (1872 — после 1932)                                                   |
| 23 сентября (6 октября) 1915—1918          | священник Николай Андреев (1864—…)                                                              |
| 31 июля 1918 — 7 ноября 1919               | протоиерей Василий Бондырев (1873—…)                                                            |
| 1928—1930                                  | протоиерей Николай Телятников (1865—1950-е) (иосифлянин)                                        |
| 24 августа 1930— февраль 1932              | архимандрит Никон (Катанский) (1883—1933) (иосифлянин)                                          |
| февраль — 4 октября 1932                   | священник Александр Лепский (иосифлянин)                                                        |
| 21 ноября 1932—1942                        | период закрытия                                                                                 |
| февраль 1942—1943                          | священник Иоанн Пиркин (…—1944)                                                                 |
| 1943 — 2 июля 1947                         | период закрытия                                                                                 |
| 3 апреля 1947 — 8 мая 1948                 | протоиерей Николай Ильяшенко (1893—1967)                                                        |
| 8 мая 1948 — 24 января 1952                | священник Георгий Степанов (1910 - 10.09.1996)                                                  |
| 24 января 1952 — 19 мая 1955               | протоиерей Василий Раевский (1889—1974)                                                         |
| 10 июня 1955 — 26 мая 1956                 | протоиерей Владимир Соколов (1894—1962)                                                         |
| 26 мая 1956 — 5 июля 1960                  | протоиерей Василий Раевский (1889—1974)                                                         |
| 5 июля 1960 — 27 мая 1970                  | протоиерей Михаил Гундяев (1907—1974)                                                           |
| 10 июля 1970 — 9 января 1972               | протоиерей Павел Красноцветов (1932—2019)                                                       |
| 9 января 1972 — 21 марта 1977              | протоиерей Феодор Цыбулькин (1913—1990-е)                                                       |
| 21 марта 1977 — 20 апреля 1983             | игумен Иринарх (Соловьёв) (род. 1940)                                                           |
| 20 апреля 1983 — 23 августа 1990           | протоиерей Борис Горчаков (1928—1991)                                                           |
| 23 августа 1990 — 5 января 2011            | протоиерей Евгений Ефимов (1924—2012)                                                           |
| 5 января 2011 — 30 октября 2016            | протоиерей Александр Дягилев (род. 1974)                                                        |
| 30 октября 2016 — …                        | протоиерей Игорь Антонец (род. 1959)                                                            |

## Духовенство
- Настоятель храма — протоиерей Игорь Антонец
- Протоиерей Александр Шариков
- Протоиерей Артемий Пиянзов[6].